# Герб Войнилова
Герб Войнилова — символ місцевого самоврядування смт Войнилів Калуського району Івано-Франківської області. Комісія селищної Ради відібрала із представлених проєктів гербів проєкти герба, прапора і печатки, які розробив художник С. Василів, працівник Войнилівського ПТУ-34. Затверджений сесією селищної Ради в 2001 р.

## Опис
У верхній частині герба три шпилі. Середній шпиль — це центральний купол церкви з хрестом, найдавнішої будови Войнилова — дерев'яної церкви Різдва Пресвятої Богородиці, побудованої в 1604 р. По обидвох боках фортечні вежі і частини фортечної стіни — як згадка, що Войнилів у період середньовіччя був фортецею, яка захищала населення від нападів татарських орд. Від крайніх веж донизу пролягає півкруг з написом «Войнилів». У трьох місцях під написом «Войнилів» є три виступи, в яких написані три дати: 1443, 1552, 2001.
- 1443 рік — це дата першої письмової згадки про Войнилів;
- 1552 рік — надання містечку Войнилів магдебурзького права;
- 2001 рік-рік прийняття статуту територіальної громади, затвердження нового герба, прапора і печатки селища Войнилів.

Над написом Войнилів півшестерні, по боках якої колоски пшениці, які символізують, що основне заняття населення Войнилова сільське господарство. В центрі жовтий тризуб на блакитному фоні. Він символізує, що Войнилів — маленька частина України. З-під шестерні схематично проглядає зображення горшка — що в давнину Войнилів був містечком ремісників і славився гончарними виробами.

## Історія

Герб польського періоду

В лазуровому щиті з червоної зубчастої мурованої чорним стіни повстає золотий лев з червоним язиком, що тримає в лавапх золоте кільце.